# W drodze (wydawnictwo)
W drodze – Wydawnictwo Polskiej Prowincji Dominikanów z siedzibą przy ulicy Kościuszki 99 w Dzielnicy Cesarskiej w Poznaniu.
Działalność wydawnicza obejmuje kilka kierunków: duchowość, teologię, psychologię i wiarę, ekumenizm, nauczanie społeczne Kościoła, filozofię, kulturę i literaturę. Publikuje dzieła zarówno klasyków chrześcijańskiej duchowości (m.in. św. Tomasza z Akwinu, św. Katarzyny ze Sieny, Mistrza Eckharta, Juliany z Norwich), jak i autorów współczesnych.
W 2008 r. powieść Jana Grzegorczyka Cudze pole (ostatni tom Przypadków księdza Grosera), wydana wspólnie z wydawnictwem Zysk i S-ka, została uhonorowana nagrodą Stowarzyszenia Wydawców Katolickich – Feniksem.
Uznaniem cieszą się dwie serie wydawnicze:
- „AΩ” – prezentująca dzieła dawnych i współczesnych mistrzów teologii (w 2006 roku seria została nagrodzona Feniksem); zamknięta.
- „Psychologia i wiara” – w której ukazują się książki z zakresu psychologii, ukazujące temat w perspektywie wiary chrześcijańskiej.

Od 1973 roku Wydawnictwo wydaje również miesięcznik „W drodze” poświęcony życiu chrześcijańskiemu.